# Iris zagrica
Iris zagrica är en irisväxtart som beskrevs av Brian Frederick Mathew och Zarrei. Iris zagrica ingår i släktet irisar, och familjen irisväxter.
Artens utbredningsområde är Iran. Inga underarter finns listade i Catalogue of Life.